# Pseudobarbella laosiensis
Pseudobarbella laosiensis là một loài Rêu trong họ Meteoriaceae. Loài này được (Broth. & Paris) Nog. miêu tả khoa học đầu tiên năm 1976.